# 모델 204
모델 204(Model 204)는 IBM 호환 메인프레임 컴퓨터용 데이터베이스 관리 시스템이며, 1965년 10월 13일:66에 탄생하여 1972년에 처음 배치되었다. 응용 프로그램 개발을 위한 환경과 프로그래밍 언어를 통합하고 있다. IBM 시스템/360 및 그 이후 메인프레임을 위해 어셈블리어로 구현된 M204는 상당한 크기의 데이터베이스와 1000 TPS:4 부하의 트랜잭션을 지원한다.
모델 204는 패트릭 오닐 교수가 처음으로 고안한 자체적인 비트맵 인덱스에 의존하며 해시 테이블, B 트리, 레코드 리스트 기술들을 함께 이용하여 데이터베이스 접근 속도와 효율성을 최적화한다.